# 盧埃納
盧埃納（葡萄牙語：Luena）是安哥拉中東部的城鎮，也是莫希科省的首府，距離首都羅安達1,250公里，海拔高度1,330米，該地區氣候潮濕，每年平均降雨量1,191毫米，2010年人口86,784。

## 外部連結
- Web Site showing Luena and western experiences in the city （页面存档备份，存于）